# Rubén García Canales
Rubén García Canales (Elche, Alicante, 20 de octubre de 1998), más conocido como Rubén García, es un futbolista español que juega de lateral derecho en el Asteras Tripolis de la Superliga de Grecia.

## Trayectoria
Nacido en Elche, Rubén es un lateral derecho formado en las categorías inferiores del Elche CF y del FC Barcelona en el que jugaría en categoría juvenil, para terminar regresando en 2017 a la estructura del Elche CF para jugar durante la temporada 2017-18 en las filas del Elche Ilicitano Club de Fútbol.
Durante la temporada 2018-19 forma parte de la plantilla del CD Castellón, con el que juega 21 partidos de liga y 2 encuentros de Copa del Rey con el conjunto castellonense.
En la temporada 2019-20, el lateral derecho militó en el Atlético Levante UD y a las órdenes de Luis García Tevenet participó en 22 encuentros del grupo III de la Segunda B.
El 31 de agosto de 2020, se confirma su traspaso al Asteras Tripolis de la Superliga de Grecia. Hizo su debut profesional en la Superliga de Grecia el 13 de septiembre de 2020, comenzando con una victoria por un gol a cero contra el Panathinaikos FC, sustituyendo en los minutos finales del encuentro a Francesc Regis.

## Clubes
| Club                           | Categoría      | País   | Año               | Partidos | Goles |
| ------------------------------ | -------------- | ------ | ----------------- | -------- | ----- |
| Elche Ilicitano Club de Fútbol | 3.ª División   | España | 2017 - 2018       |          |       |
| CD Castellón                   | 2.ª División B | España | 2018 - 2019       | 23       | 0     |
| Atlético Levante UD            | 2.ª División B | España | 2019 - 2020       | 22       | 0     |
| Asteras Tripolis               | 1.ª División   | Grecia | 2020 - Actualidad | 1        | 0     |